# Oncometopia flavicollis
Oncometopia flavicollis är en insektsart som först beskrevs av Victor Antoine Signoret 1853.  Oncometopia flavicollis ingår i släktet Oncometopia och familjen dvärgstritar. Inga underarter finns listade i Catalogue of Life.